# Hill Country Village
Hill Country Village ist eine Stadt im Bexar County im US-Bundesstaat Texas in den Vereinigten Staaten. Das U.S. Census Bureau hat bei der Volkszählung 2020 eine Einwohnerzahl von 942 ermittelt.

## Geografie
Die Stadt liegt am U.S. Highway 281 im mittleren Süden von Texas, etwa 20 km nördlich von San Antonio und 5 km nördlich des San Antonio International Airport im Norden des Countys und hat eine Gesamtfläche von 5,6 km² ohne nennenswerte Wasserfläche.

## Demografische Daten
Nach der Volkszählung im Jahr 2000 lebten hier 1.028 Menschen in 340 Haushalten und 294 Familien. Die Bevölkerungsdichte betrug 182,1 Einwohner pro km². Ethnisch betrachtet setzte sich die Bevölkerung zusammen aus 94,36 % weißer Bevölkerung, 1,07 % Afroamerikanern, 0,58 % amerikanischen Ureinwohnern, 1,17 % Asiaten, 0,00 % Bewohnern aus dem pazifischen Inselraum und 1,36 % aus anderen ethnischen Gruppen. Etwa 1,46 % waren gemischter Abstammung und 15,86 % der Bevölkerung waren spanischer oder lateinamerikanischer Abstammung.
Von den 340 Haushalten hatten 39,7 % Kinder unter 18 Jahre, die im Haushalt lebten. 79,1 % davon waren verheiratete, zusammenlebende Paare. 4,7 % waren allein erziehende Mütter und 13,5 % waren keine Familien. 11,5 % aller Haushalte waren Singlehaushalte und in 5,3 % lebten Menschen, die 65 Jahre oder älter waren. Die Durchschnittshaushaltsgröße betrug 3,02 und die durchschnittliche Größe einer Familie belief sich auf 3,27 Personen.
28,2 % der Bevölkerung waren unter 18 Jahre alt, 5,0 % von 18 bis 24, 17,6 % von 25 bis 44, 36,6 % von 45 bis 64, und 12,6 % die 65 Jahre oder älter waren. Das Durchschnittsalter war 45 Jahre. Auf 100 weibliche Personen aller Altersgruppen kamen 100,0 männliche Personen. Auf 100 Frauen im Alter von 18 Jahren und darüber kamen 96,3 Männer.
Das jährliche Durchschnittseinkommen eines Haushalts betrug 130.897 USD, das Durchschnittseinkommen einer Familie 147.176 USD. Männer hatten ein Durchschnittseinkommen von 100.000 USD gegenüber den Frauen mit 40.750 USD. Das Prokopfeinkommen betrug 77.374 USD. 5,1 % der Bevölkerung und 3,2 % der Familien lebten unterhalb der Armutsgrenze. Davon waren 9,0 % Kinder und Jugendliche unter 18 Jahren und 1,4 % waren 65 oder älter.